# Cexing
Cexing, ou Ce (策), est un astérisme de l'astronomie chinoise. Il est décrit dans le traité astronomique du Shi Shi, qui décrit les astérismes composés des étoiles les plus brillantes du ciel. Il se compose d'une étoile unique, située dans la constellations occidentale de Cassiopée. Cet astérisme est fortement associé à un autre qui lui est immédiatement voisin, Wangliang.

## Composition de l'astérisme
Du fait de son unique étoile, fortement associée à l'astérisme voisin, Cexing est facile à identifier malgré son éclat modeste. Il s'agit sans le moindre doute possible de l'étoile κ Cassiopeiae (magnitude apparente 4,2).

## Symbolique
Cexing représente comme son étymologie l'indique le fouet porté par le célèbre aurige Wangliang, de l'astérisme directement voisin. L'aurige est symbolisé par l'étoile β Cassiopeiae, et ses chevaux par quatre étoiles comprenant α Cas et γ Cas. Cexing est ainsi entre l'aurige et ses chevaux, un peu au-dessus de la ligne les reliant, correspondant de façon réaliste à la position du fouet sur le point de frapper les chevaux.

## Astérismes associés
Outre Wangliang, dont Cexing complète la structure, il existe un autre astérisme représentant un aurige. Il s'agit de Zhaofu, situé non loin dans la constellation occidentale de Céphée.

## Référence
- (en) Francis Richard Stephenson et David A. Green, Historical supernovae and their remnants, Oxford, Oxford University Press, 2002, 252 p. (ISBN 0198507666), page 109.
- (en) Sun Xiaochun et Jakob Kistemaker, The Chinese sky during the Han, New York, Éditions Brill, 1997, 247 p. (ISBN 9004107371), page 150.